# SENSITIVE
『SENSITIVE』（センシティブ）は、2021年11月2日にロックフィールドから発売されたアメフラっシ（AMEFURASSHI）のシングル。
AMEFURASSHI（アメフラっシ）がリリースしたシングル、アルバム、ミニアルバム、映像作品についても記載する。

## 概要
アメフラっシが2021年11月2日にリリースしたシングル。グループ初の全国流通盤として、11月2日にCDのみの「TypeB・C・D・E」4形態を、11月3日にBlu-ray付きのTypeAをリリースした。
CDジャケットは撮影を笹森健一、デザインを益本タカオ（EYECON Ltd.）が担当した。ジャケットは「Windows 95」風のサイケデリックなコラージュが目を引くヴェイパーウェイヴテイストのデザイン。TypeB〜Eのジャケットを組み合わせることで1つのアートワークが完成する。メンバーの小島はなはジャケットについて「ビビットで個性的なジャケットは どこか懐かしくもあり見る人を魅了させるはず」「あなたと私たちを“繋げる”お守りに」とコメントしている。
10月29日に先行配信リリース。11月1日にInterFM897にてアメフラっシがパーソナリティを務めるラジオ特番「アメフラっシの大雨注意報！ SENSITIVE リリース直前生放送 SP」を生放送する。
オリコンデイリー シングルランキング第2位（2021年11月1日付）。オリコン週間 シングルランキング第7位（2021年11月15日付）。Billboard JAPAN Top Singles Sales 第8位（2021年11月10日公開）。

## 販売形態
CDとBlu-rayの「TypeA」と、CDのみの「TypeB」「TypeC」「TypeD」「TypeE」の全5形態をリリース。各形態ごとにカップリング曲が異なる。

### TypeA
ジャケットはメンバー4人全員。（QARF-62001~2）
CD
SENSITIVE
Lucky Number
DROP DROP
DISCO TRAIN
Blu-ray
SENSITIVE [Music Video]
Lucky Number [Music Video]

### TypeB
ジャケットは愛来。（QARF-62003）
CD
SENSITIVE
Lucky Number
SENSITIVE（off vocal ver.）
Lucky Number（off vocal ver.）

### TypeC
ジャケットは市川優月。（QARF-62004）
CD
SENSITIVE
DROP DROP
SENSITIVE（off vocal ver.）
DROP DROP（off vocal ver.）

### TypeD
ジャケットは小島はな。（QARF-62005）
CD
SENSITIVE
DISCO TRAIN
SENSITIVE（off vocal ver.）
DISCO TRAIN（off vocal ver.）

### TypeE
ジャケットは鈴木萌花。（QARF-62006）
CD
SENSITIVE
Lucky Number
BAD GIRL-Maozon REMIX

## 収録曲
- Mastered by Chris Gehringer (STERLING SOUND)[7]

### SENSITIVE
- タイトルトラック、全形態に収録。レトロなシンセポップサウンドが特徴。
- 2021年10月22日に先行配信。
- Lyrics : Chica (Digz, Inc. Group) / ODD-CAT / KORANG-E
- Music : KORANG-E / Damon Jo / ODD-CAT
- Arranged By KORANG-E / Damon Jo / ODD-CAT
- Vocal Produced by HIRO (Digz, Inc. Group)
- Recorded by Kanako Hayashi (canalabo) @DCH STUDIO
- Recorded Assistant by Yuki Ishii (Digz, Inc. Group) @DCH STUDIO
- Mixed by D.O.I. at Daimonion Recordings
- Production Management by Akira Sakemi (Digz, Inc. Group)
- 2021年10月8日にミュージックビデオ[8]を公開した。ディレクターは三石直和。
- ミュージックビデオは「POP CIRCLE」をコンセプトに、インスタスクエアサイズの画面と、その中で描かれる、印象的な円形の映像世界となっている。被写体に迫力をもたらすフィッシュアイレンズを使用した球体の世界は、メンバーのビジュアルにインパクトを与える仕上がりとなっている[9][10]。
- Music Videoについて、鈴木萌花は「映像が全編スクエアで魚眼レンズです。ヘアメイクは、私たち自身もこんなのをやってみたい！ とそれぞれに考えて、提案もしました。衣装もインパクトがある」、小島はなは「瞬きすら忘れてしまうほど美しく繊細な世界」とコメントしている。
- 楽曲について鈴木萌花は「私は何回もSENSITIVEを聞いてて、印象的なフレーズや音が多い」「聴けば聴くほど楽しめます」「愛来の3cから最後にかけてのフェイクがたくさん入ってて、めっちゃカッコいい」とコメントした。

### Lucky Number
- TypeA、TypeB、TypeEに収録。TypeBには「off vocal ver.」も収録している。
- 朝日放送テレビ 今ちゃんの「実は…」 2021年10月度エンディングテーマ
- シティポップ風のメロウなサウンドに乗せて情感豊かに歌うラブソング。
- Lyrics : Chica (Digz, Inc. Group)
- Music : KORANG-E / CHANCE / ODD-CAT
- Arranged By KORANG-E / CHANCE / ODD-CAT
- Vocal Produced by HIRO (Digz, Inc. Group)
- Recorded by Kanako Hayashi (canalabo) @DCH STUDIO
- Recorded Assistant by Yuki Ishii (Digz, Inc. Group) @DCH STUDIO
- Mixed by D.O.I. at Daimonion Recordings
- Production Management by Akira Sakemi (Digz, Inc. Group)
- 楽曲について鈴木萌花は「明るいのに爽やかな感じが心地よくて、聴いてるだけで温かい気持ちになれます」「歌い出しをいただけて嬉しい」とコメントした。
- 2021年10月21日にミュージックビデオ[11]を公開した。ディレクターは松永侑（MAZRI Inc.）。
- Music Videoについて鈴木萌花は「スタジオ空間のお澄ましな私たちも、外でノリノリな私たちも楽しんでください」「曲にあった抜け感が、お洒落でステキなMV」、愛来は「ロードムービーのような映像」「あまりお見せすることのない大人っぽい私たちや、楽しそうに笑っている飾らない私たちの素顔が詰め込まれている」「実は“1”がキーワードになっている曲なので、そこにも注目」[12]とコメントしている。

### DROP DROP
- TypeA、TypeCに収録。TypeCには「off vocal ver.」も収録している。
- 激しいビートの上で強烈なパンチラインが炸裂するのが特徴。
- Lyrics : HIRO
- Music : KORANG-E / CHANCE
- Arranged By CHANCE / KORANG-E
- Vocal Produced by HIRO (Digz, Inc. Group)
- Recorded by Kanako Hayashi (canalabo) @DCH STUDIO
- Recorded Assistant by Yuki Ishii (Digz, Inc. Group) @DCH STUDIO
- Mixed by D.O.I. at Daimonion Recordings
- Production Management by Akira Sakemi (Digz, Inc. Group)
- 楽曲について鈴木萌花は「個性的な歌い方が難しかったけど聴いてて面白い」「最後のラップはゆづ（市川優月）の可愛い声と相まってポップで耳に残るし好き」と語った。
- 12月21日にdance practice ver.動画[13]を公開した。

### DISCO TRAIN
- TypeA、TypeDに収録。TypeDには「off vocal ver.」も収録している。
- 「キャッチーなディスコサウンドナンバー“アメフラ超特急”の旅へ誘う」と紹介されている[14]。
- Lyrics : SHOW
- Music : Dirty Orange / Chica (Digz, Inc. Group)
- All Instruments and Programming by Dirty Orange (Digz, Inc. Group)
- Vocal Produced by SHOW (Digz, Inc. Group)
- Recorded by Kanako Hayashi (canalabo)
- Mixed by D.O.I. at Daimonion Recordings
- Production Management by Akira Sakemi (Digz, Inc. Group)
- 楽曲について鈴木萌花は「歌い方に雰囲気を出すのは難しいけど、思わず歌いながら身体がリズムに乗りたくなります」「（小島）はなの落ちサビでしっとりなるところが、ほかのパートとのギャップで最高にカッコいい」とコメントしている。
- 12月19日にdance practice ver.動画[15]を公開した。

### BAD GIRL-Maozon REMIX
- TypeEにのみ収録。トランスダブステップのトラックメイカー・Maozonが楽曲『BAD GIRL』をリミックスした。
- Lyrics : Chica (Digz, Inc. Group)
- Music : KORANG-E
- Remixed by Maozon (Digz, Inc. Group)
- Production Management by Akira Sakemi (Digz, Inc. Group)

## シングル
小目次: AMEFURASSHI LIMITED EDITION Vol.1 - Vol.2 - Vol.3 - Vol.4 - Vol.5 - Vol.6 - Vol.7 - BAD GIRL
アメフラっシは2021年2月までにシングルを8枚リリースしている。

### AMEFURASSHI LIMITED EDITION Vol.1
『AMEFURASSHI LIMITED EDITION Vol.1』は、2018年12月29日に発売されたアメフラっシのシングル。品番SDMC-1042。
- CD収録曲
  1. ミクロコスモス・マクロコスモス（作詞：只野菜摘、作曲・編曲：Kyota.）
  2. 轟音（作詞・作曲・編曲：MAKKA（SUPA LOVE））
  3. ミクロコスモス・マクロコスモス（off vocal ver）
  4. 轟音（off vocal ver）

### AMEFURASSHI LIMITED EDITION Vol.2
『AMEFURASSHI LIMITED EDITION Vol.2』は、2019年1月14日に発売されたアメフラっシのシングル。品番SDMC-1043。
- CD収録曲
  1. グロウアップ・マイ・ハート（作詞：eNu、作曲・編曲：馬渕直純）
  2. Dark Face（作詞・作曲・編曲：渡辺和紀）
  3. グロウアップ・マイ・ハート（off vocal ver）
  4. Dark Face（off vocal ver）

### AMEFURASSHI LIMITED EDITION Vol.3
『AMEFURASSHI LIMITED EDITION Vol.3』は、2019年3月21日に発売されたアメフラっシのシングル。品番SDMC-1045。
- CD収録曲
  1. Rain Makers!!（作詞：宮崎誠・eNu、作曲・編曲：宮崎誠、コーラスアレンジ：設楽哲也）
  2. 明後日の方向へ走れ（作詞・作曲・編曲：藤田卓也）
  3. Rain Makers!!（off vocal ver）
  4. 明後日の方向へ走れ（off vocal ver）

### AMEFURASSHI LIMITED EDITION Vol.4
『AMEFURASSHI LIMITED EDITION Vol.4』は、2019年5月18日に発売されたアメフラっシのシングル。品番SDMC-1053。
- CD収録曲
  1. Over the rainbow（作詞：eNu、作曲・編曲：宮崎誠）
  2. 差し出された手をあの時握ってたら運命変わってたかな？（作詞：沖理恵子、作曲：家原正樹・小久保祐希、編曲：家原正樹）
  3. アダムスキーじいさん〜ハムとみかん〜（作詞：田形美喜子、作曲：松倉サオリ、編曲：Kohei Yokono）
  4. Over the rainbow(off vocal ver.)
  5. 差し出された手をあの時握ってたら運命変わってたかな？(off vocal ver.)
  6. アダムスキーじいさん〜ハムとみかん〜(off vocal ver.)

### AMEFURASSHI LIMITED EDITION Vol.5
『AMEFURASSHI LIMITED EDITION Vol.5』は、2019年7月14日に発売されたアメフラっシのシングル。品番SDMC-1057。
- CD収録曲
  1. ハイ・カラー・ラッシュ（作詞：烏屋茶房、作曲・編曲：Powerless）
  2. フロムレター（作詞：eNu、作曲・編曲：馬渕直純）
  3. ハイ・カラー・ラッシュ(off vocal ver.)
  4. フロムレター(off vocal ver.)

### AMEFURASSHI LIMITED EDITION Vol.6
『AMEFURASSHI LIMITED EDITION Vol.6』は、2019年8月2日に発売されたアメフラっシのシングル。品番SDMC-1058。
- CD収録曲
  1. STATEMENT（作詞・作曲・編曲：藤田卓也）
  2. 月並みファンタジー（作詞：HASEGAWA、作曲・編曲：Huge M）
  3. STATEMENT(off vocal ver.)
  4. 月並みファンタジー(off vocal ver.)

### AMEFURASSHI LIMITED EDITION Vol.7
『AMEFURASSHI LIMITED EDITION Vol.7』は、2020年5月17日に発売されたアメフラっシのシングル。品番SDMC-1073。
- CD収録曲
  1. 雑踏の中で（作詞・作曲・編曲：藤田卓也）
  2. バカップルになりたい！（作詞：桑原永江、作曲・編曲：松浦雄太）
  3. 雑踏の中で(off vocal ver.)
  4. バカップルになりたい！(off vocal ver.)

### BAD GIRL
『BAD GIRL』は、2021年2月28日に発売されたアメフラっシのシングル。「Type-A・B・C・D」の4形態でリリース。「Type-A」のみCD+BD、「Type-B」「Type-C」「Type-D」はCDのみ。
- Type-A
  - CD（SDPC-0001）
    1. BAD GIRL（作詞：Chica for Digz, Inc. Group、作曲：KORANG-E）[16]
    2. MICHI（作詞・作曲・編曲：CHI-MEY）[17]
    3. Staring at You（作詞・作曲・編曲：藤田卓也）

  - BD（SDPB-0001）
    1. BAD GIRL(Music Video)
    2. MICHI(Music Video)
    3. メタモルフォーズ(Music Video)
- Type-B
  - CD（SDPB-0002）
    1. BAD GIRL
    2. MICHI
    3. BAD GIRL(off vocal ver.)
    4. MICHI(off vocal ver.)
- Type-C
  - CD（SDPB-0003）
    1. BAD GIRL
    2. MICHI-Cheese Mix-
    3. BAD GIRL(off vocal ver.)
    4. MICHI-Cheese Mix-(off vocal ver.)
- Type-D
  - CD（SDPB-0004）
    1. BAD GIRL
    2. Staring at You
    3. BAD GIRL(off vocal ver.)
    4. Staring at You(off vocal ver.)

## アルバム
小目次: Metamorphose - Drop

### Metamorphose
『Metamorphose』（メタモルフォーズ）は、2020年9月8日に発売されたアメフラっシの1stアルバム。品番：SDMC-1078。
収録曲
1. メタモルフォーズ（作詞：MEG.ME、作曲：R・O・N）
2. Rain Makers!!(Album version)
3. ハイ・カラー・ラッシュ
4. 轟音(Album version)
5. グロウアップ・マイ・ハート(Album version)
6. 月並みファンタジー(Album version)
7. Dark Face(Album version)
8. ミクロコスモス・マクロコスモス(Album version)
9. Interlude-街角の楽団-
10. 雑踏の中で
11. Over the rainbow(Album version)
12. STATEMENT(Album version)
13. 明後日の方向へ走れ(Album version)

### Drop
『Drop』（ドロップ）は、AMEFURASSHIの2ndアルバム。rock field (ロックフィールド) × コロムビアより、2022年5月24日にメジャーリリースされた。
Type-A（規格品番：QARF-62007,8 CD+BD）、Type-B（QARF-62009,10 CD+BD）、Type-C（QARF-62011 CD）の3形態で発売され、Type-Aには2021年12月25日に開催された単独ライブ「Christmas Live 2021」のLive Digest Video、Type-Bには『DROP DROP』等のミュージック・ビデオが収録される。
全形態のCDにはシングル『BAD GIRL』『SENSITIVE』収録曲6曲に加え、新たに収録される4曲(+1曲のボーナストラック) を含む全11曲が収録。
新曲ではキャッチーなディスコ・ファンクや新機軸となるR&B、さらには流行のハイパー・ポップまでを網羅し、アイドル・ソングの領域を拡張するバラエティーに富んだアルバムとなっている。
4月2日に収録曲『DROP DROP』のMVを公開した。
グループ名の表記をアメフラっシからAMEFURASSHIに一新してから初めて発売されたアルバム。タイトルには収録曲の“Drop＝粒”が魅力たっぷりにファンを“Drop＝落とす”という意味合いが込められている。
| #   | タイトル            | 作詞                                            | 作曲                                      | 編曲                          |
| --- | ------------------- | ----------------------------------------------- | ----------------------------------------- | ----------------------------- |
| 1.  | 「ARTIFICIAL GIRL」 | HIRO                                            | HIRO                                      |                               |
| 2.  | 「DROP DROP」       | HIRO                                            | KORANG-E / CHANCE                         | CHANCE / KORANG-E             |
| 3.  | 「BAD GIRL」        | Chica for Digz, Inc. Group                      | KORANG-E                                  |                               |
| 4.  | 「Lucky Number」    | Chica for Digz, Inc. Group                      | KORANG-E / CHANCE / ODD-CAT               | KORANG-E / CHANCE / ODD-CAT   |
| 5.  | 「Blue」            | Chica for Digz, Inc. Group                      | ODD-CAT / CHANCE / KORANG-E               | CHANCE / KORANG-E             |
| 6.  | 「Drama」           | SHOW                                            | KORANG-E                                  |                               |
| 7.  | 「SENSITIVE」       | Chica for Digz, Inc. Group / ODD-CAT / KORANG-E | KORANG-E / Damon Jo / ODD-CAT             | KORANG-E / Damon Jo / ODD-CAT |
| 8.  | 「MICHI」           | CHI-MEY                                         | CHI-MEY                                   |                               |
| 9.  | 「DISCO-TRAIN」     | SHOW                                            | Dirty Orange / Chica for Digz, Inc. Group |                               |
| 10. | 「UNDER THE RAIN」  | HIRO                                            | Mitsu.J                                   |                               |
| 11. | 「MOI」             | HIRO                                            | HIRO                                      |                               |

## ミニアルバム
AMEFURASSHIは2023年5月にミニアルバムを1枚リリースしている。

### Coffee
『Coffee』（コーヒー）は、AMEFURASSHIのミニアルバム。rock field (ロックフィールド) × コロムビアより、2023年5月16日にリリースされた。
豪華盤（CD + Blu-ray、QARF-62013）と通常盤（CD、品番：QARF-62014）の2形態でリリース。豪華盤のBlu-rayには2022年12月18日にKT Zepp Yokohamaで開催された「W-FES vol.1”W-ith”」でのライブ・パフォーマンス全11曲が収録されている。
アルバムタイトルの「Coffee」には、大人の余裕とレイドバック感、リラックスした雰囲気の中にもほろ苦く香るコーヒーのような意味が込められている。既発配信曲4曲に新曲4曲を加えた全8曲を収録。
| #  | タイトル             | 作詞            | 作曲                                |
| -- | -------------------- | --------------- | ----------------------------------- |
| 1. | 「Fly Out」          | sty             | Dirty Orange / sty                  |
| 2. | 「Batabata Morning」 | MOMONADY        | KORANG-E / ELIXIR                   |
| 3. | 「Blow Your Mind」   | sty             | sty                                 |
| 4. | 「One More Time」    | MOMONADY        | Neckwav / Mikax / jinheo / MOMONADY |
| 5. | 「Magic of love」    | MOMONADY        | KORANG-E / ODD-CAT                  |
| 6. | 「Love is love」     | sty             | sty                                 |
| 7. | 「Tongue Twister」   | SHOW / MOMONADY | Dirty Orange / SHOW                 |
| 8. | 「グラデーション」   | SHOW            | SHOW                                |

Fly Out
2023年1月1日に配信リリース
Batabata Morning
2023年3月10日に配信リリース
One More Time
「”想い出の夏”を振り返るようなリリックをY2K風のハウスビートに乗せて歌うサマーチルソング」と紹介されている。
6月12日にMUSIC VIDEOが公開された。MV撮影地の台湾に向かうメンバーのオフショットと、台湾の海岸で撮影されたリップ＆イメージシーンで構成され、フィクションとノンフィクションの合間をさまよいながら紡がれるレトロスペクティブな作品。鈴木萌花が撮影するVHSカメラと8mmフィルムも特徴である。
Blow Your Mind
2023年5月13日に先行配信リリース
「ラテンのリズムを取り入れたハウス・ビートとボーカルフライを取り入れたメンバーの歌唱が、アダルトでムーディーな空気感を作り出した楽曲。」と紹介している。
5月16日にMUSIC VIDEO「Blow Your Mind」MUSIC VIDEO - YouTubeが公開された。全編を台湾ロケで撮影したMVは、地下鉄、市場、寺院、繁華街といった台北市内の様々な場所でメンバーがさまよいながら互いを見つけ出していくさまが、エキゾチズムに溢れた背景と共に鮮やかなタッチで描かれている。MV監督は余田慎太郎（MAZRI）で、「アジアの温度感さえ感じる台北市街でメンバーの自然な表情をシネマスコープの画面に映し出している」という。
Magic of love
キャッチーなリフレインが特徴
Love is love
2022年10月6日に配信リリース
90年代ハウス・サウンドに乗せて様々な「愛の形」をうたう
2022年12月16日にMUSIC VIDEOを公開
Tongue Twister
早口言葉がテーマ
グラデーション
2022年8月19日に配信リリース
マイナビ進学2022CM 私の色篇 主題歌
2022年10月5日にリリックビデオを公開
Blu-ray収録曲（豪華盤のみ）
SE. BAD GIRL Maozon REMIX
1. Fly Out
2. DROP DROP
3. MICHI
4. グラデーション
5. Love is love
6. Drama
7. SENSITIVE
8. Lucky Number
9. メタモルフォーズ
10. DISCO-TRAIN
11. UNDER THE RAIN

## 映像作品
小目次: 2020年7月 - 2022年5月 - 2022年11月
AMEFURASSHI（アメフラっシ）は2023年4月までにライブBlu-rayを3枚リリースしている。

### AMEFURASSHI Dancing in Ur Roooom!!!! 2020.7.18 limited live
AMEFURASSHI Dancing in Ur Roooom!!!! 2020.7.18 limited liveは、アメフラっシが2020年10月28日に発売したライブBlu-ray。2020年7月18日に配信した無観客ライブ「Dancing in Ur Roooom!!!!」を収録している。品番：SDMB-0120。
収録内容
Opening Movie
M1:メタモルフォーズ
M2:Rain Makers!!
M3:ハイ・カラー・ラッシュ
M4:轟音
M5:グロウアップ・マイ・ハート
MC
M6:月並みファンタジー
M7:Dark Face
M8:ミクロコスモス・マクロコスモス
M9:Interlude-街角の楽団-
M10:雑踏の中で
M11:Over the rainbow
M12:STATEMENT
Encore Movie
M13:グロウアップ・マイ・ハート体操
M14:明後日の方向へ走れ
MC
<特典映像> MAKING of “Dancing in Ur Roooom!!!!”

### Drop Tour 2022 Final Kanda Square Hall
Drop Tour 2022 Final Kanda Square Hallは、AMEFURASSHIが2022年10月26日に発売したライブBlu-ray。2022年5月28日にKANDA SQUARE HALLで開催された「Drop Tour 2022」ファイナル公演を収録している。
収録内容
M1:BAD GIRL-Maozon REMIX-
M2:ARTIFICIAL GIRL
M3:DROP DROP
M4:BAD GIRL
M5:Lucky Number
M6:Blue
M7:Drama
M8:SENSITIVE
M9:MICHI
M10:DISCO-TRAIN
M11:UNDER THE RAIN
M12:MOI
MC
M13:Rain Makers!!
M14:メタモルフォーズ
M15:ハイ・カラー・ラッシュ
M16:フロムレター
M17:Over the rainbow
M18:Staring at You
Encore
M19:グロウアップ・マイ・ハート
M20:雑踏の中で
MC
M21:明後日の方向へ走れ

### FALL IN LOVE TOUR 2022
FALL IN LOVE TOUR 2022は、AMEFURASSHIが2023年4月3日に発売したライブBlu-ray。2022年11月6日に横浜ベイホールで開催された「FALL IN LOVE TOUR 2022」ファイナル公演を収録。2部制のライブ全編と、ツアーのリハーサル風景等のドキュメンタリーを収録している。
収録内容
2022.11.6(sun)横浜ベイホール【1部】
2022.11.6(sun)横浜ベイホール【2部】
ドキュメンタリー